# Janhova
Janhova – miejscowość w Słowenii w gminie Apače.